# Gompholobium grandiflorum
Gompholobium grandiflorum är en ärtväxtart som beskrevs av James Edward Smith. Gompholobium grandiflorum ingår i släktet Gompholobium och familjen ärtväxter. Inga underarter finns listade i Catalogue of Life.

## Bildgalleri

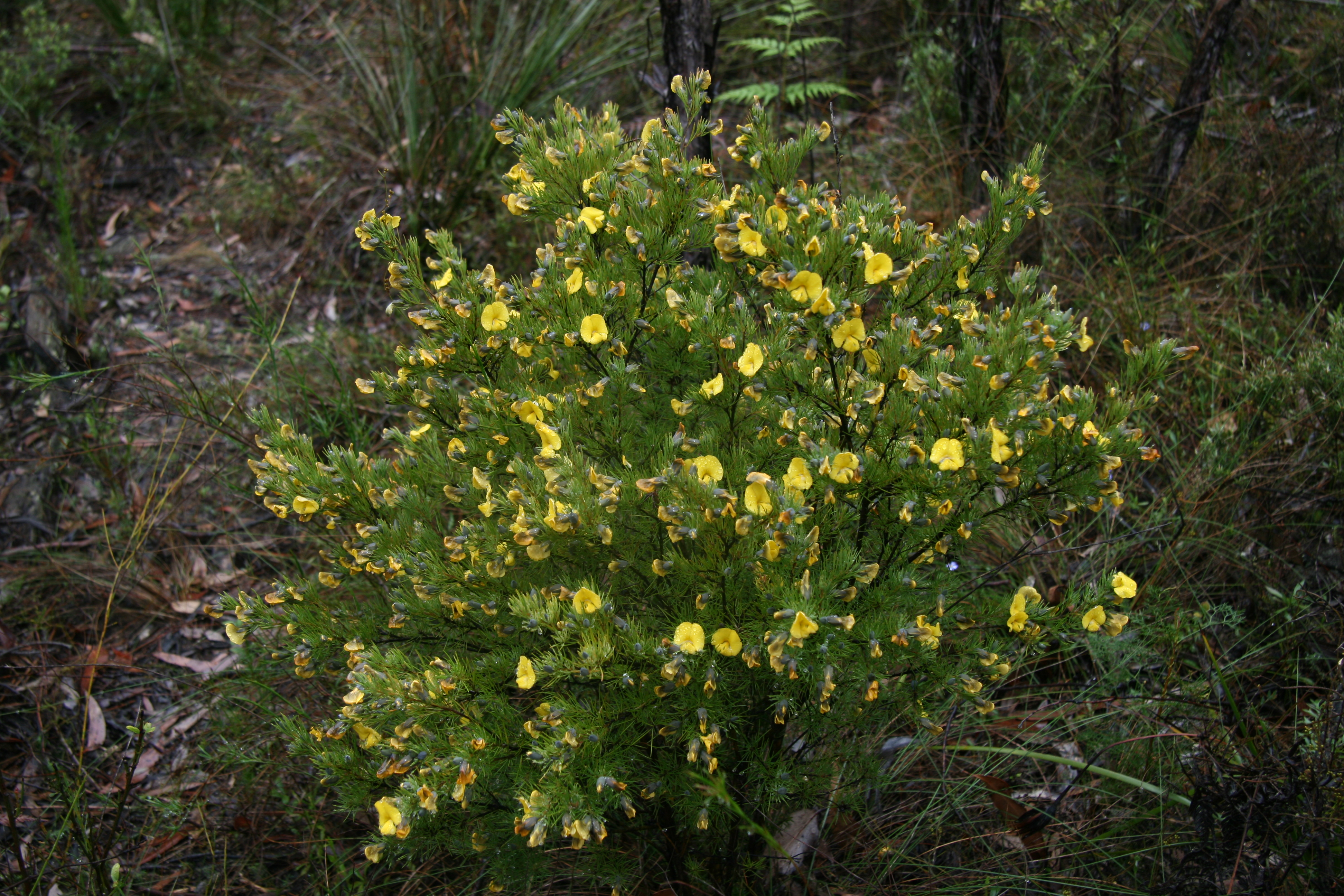
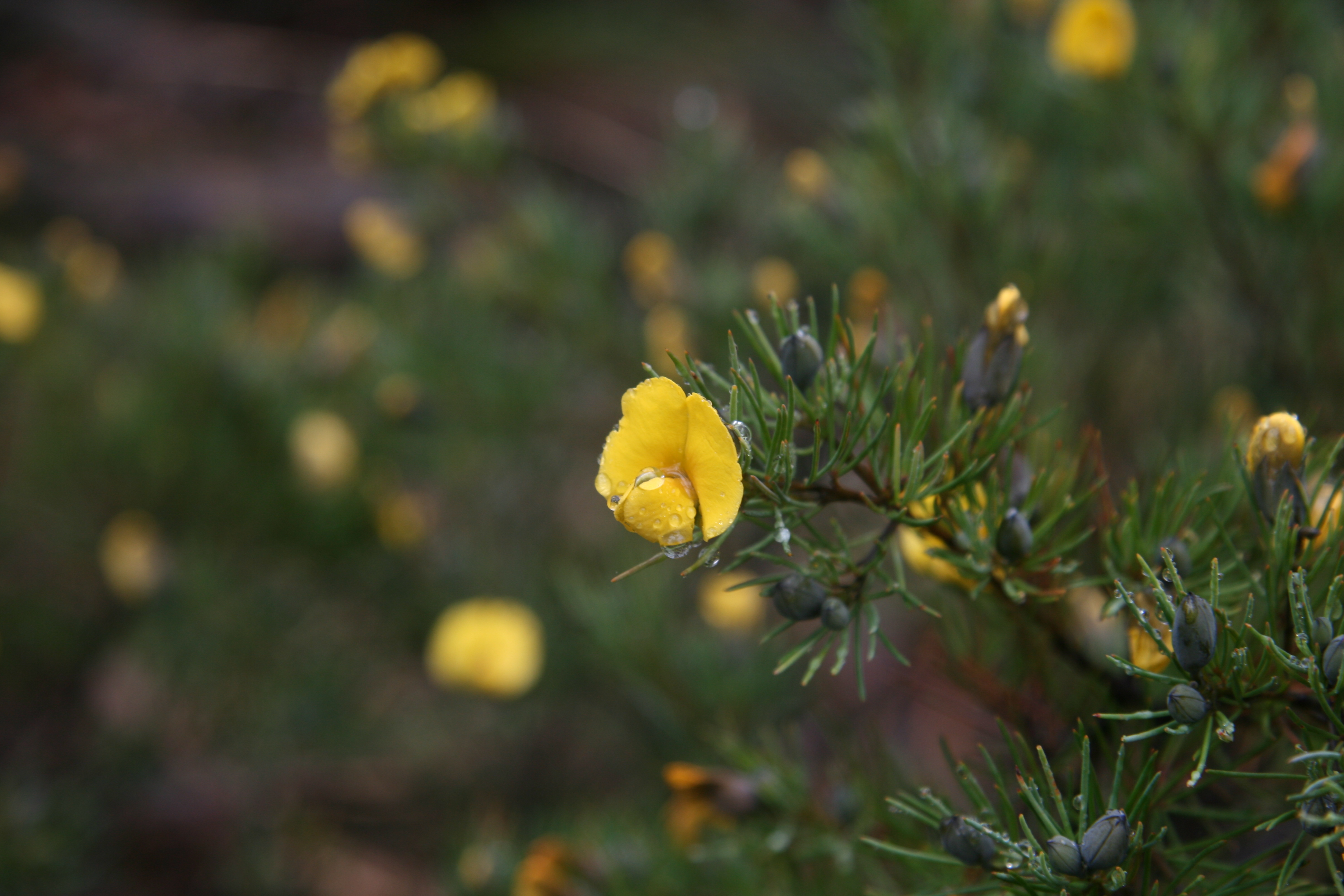
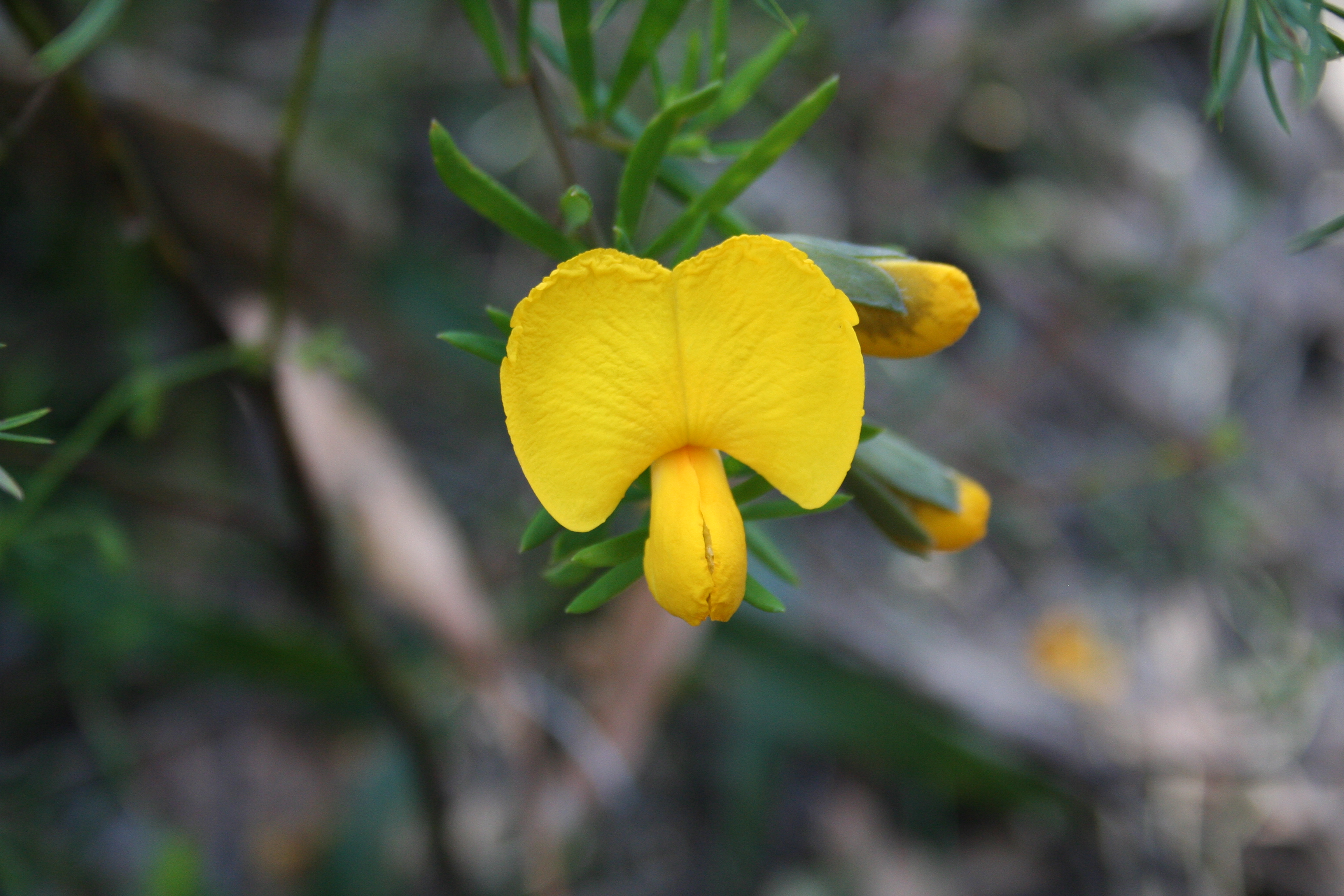
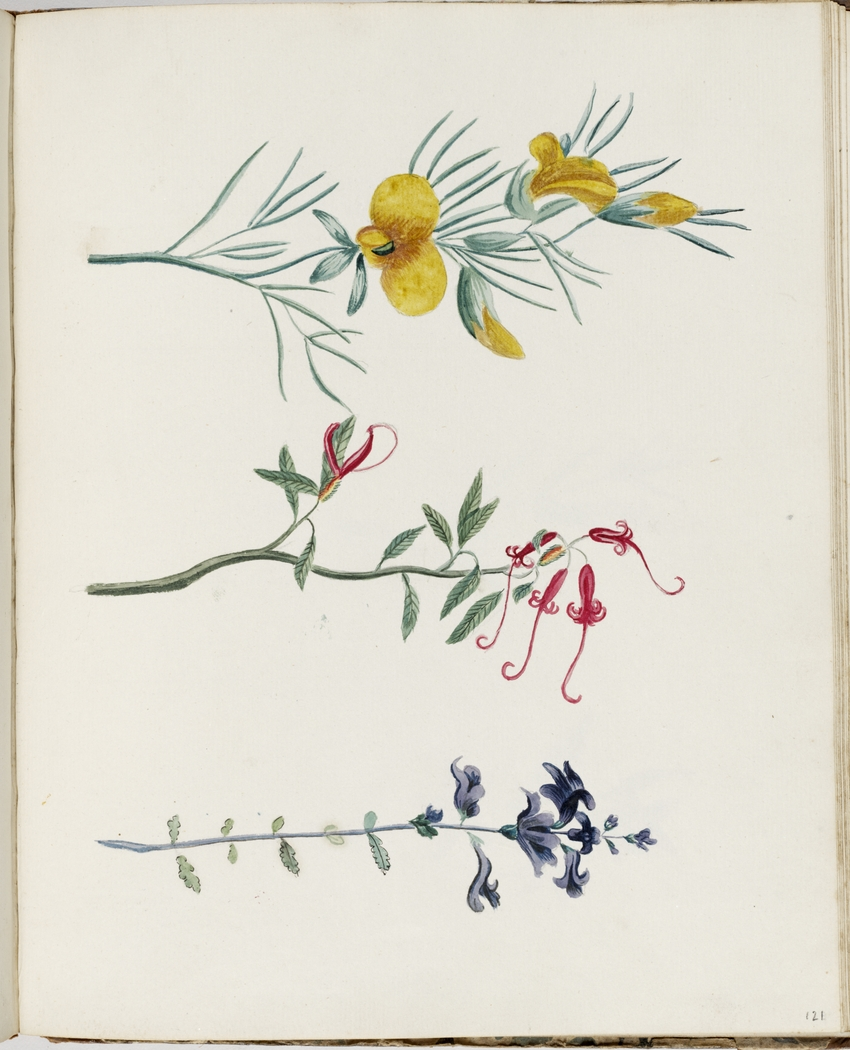